# Ivica Zubac
Ivica Zubac (cyr. Ивица Зубац; ur. 18 marca 1997 w Mostarze) – chorwacki koszykarz występujący na pozycji środkowego, posiadający także bośniackie obywatelstwo, aktualnie zawodnik Los Angeles Clippers.
17 stycznia 2019 ustanowił swój punktowy rekord kariery. W wygranym (138-128) po dogrywce meczu przeciwko Oklahoma City Thunder zdobył 26 punktów, trafiając 12 z 14 rzutów za 2 punkty oraz 2 z 3 rzutów wolnych.
7 lutego w wyniku wymiany trafił do Los Angeles Clippers.

## Osiągnięcia
Stan na 8 lutego 2019, na podstawie, o ile nie zaznaczono inaczej.
Drużynowe
- Wicemistrz:
  - Ligi Adriatyckiej (2016)
  - Chorwacji (2015)

Indywidualne
- Lider ligi serbskiej w blokach (2016)

Reprezentacja
- Wicemistrz świata U–19 (2015)
- Uczestnik mistrzostw:
  - Europy U–16 (2013 – 6. miejsce)
  - Europy U–18 (2015 – 12. miejsce)
  - Europy U–20 dywizji B (2016 – 4. miejsce)
- Lider Eurobasketu U-18 w:
  - zbiórkach (2015)
  - blokach (2015)